# 日野自動車
日野自動車株式会社（ひのじどうしゃ、英: HINO MOTORS, LTD.）は、東京都日野市に本社を置く日本の自動車メーカー。通称「日野」、略称「日野自」、ローマ字表記は「HINO」。主にトラック・バスといった商用車を製造し、日本のトラック・バス製造業界の大手。
トヨタ自動車の連結子会社でトヨタグループ16社のうちの一つで、日経平均株価の構成銘柄の一つ。三菱ふそうトラック・バスとの経営統合を予定しており、経営統合後はトヨタ自動車の子会社ではなくなる。

## 概要

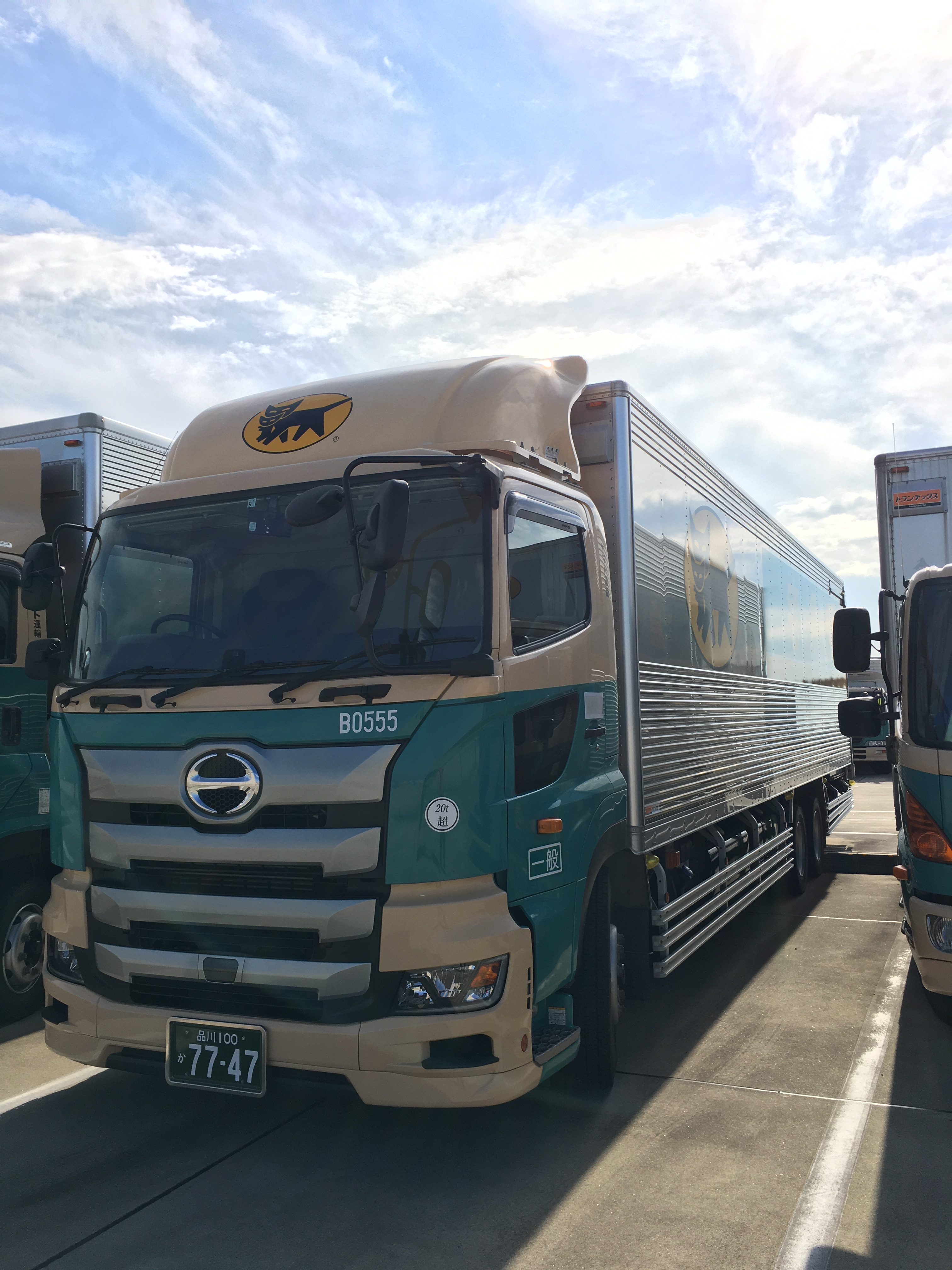
日野・プロフィア

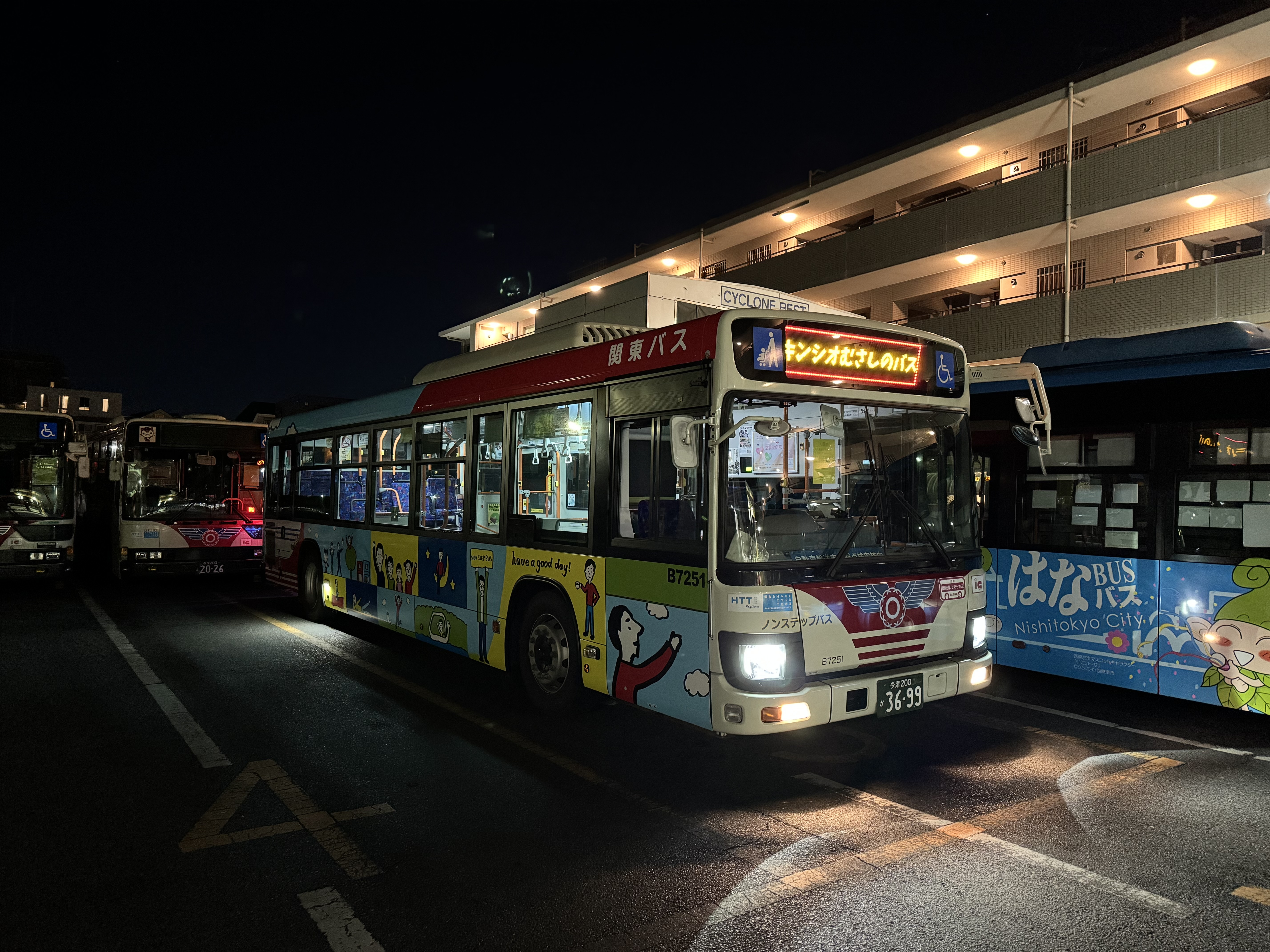
日野 ブルーリボン

主にトラックやバスなどの商用車の生産を手がけ、トヨタブランドのライトバンダイハツ工業に集約）や小型乗用車、小型・普通ピックアップトラック、スポーツ・ユーティリティ・ビークル（SUV）などの受託生産も行っている。親会社のトヨタが陸上自衛隊へ納入する73式中型トラックやトヨタ向け普通トラック用ディーゼルエンジンの生産、あるいは軍用ハイブリッドシステムも共同開発している。
2004年（平成16年）3月期に、連結決算で売上高が1兆円を超えた。2019年（平成31/令和元年）も1兆9,813億円で過去最高益を更新している。日本国内の大型・中型トラックで2021年（令和3年）現在、48年連続で販売台数が1位、大型トラック顧客満足度調査で11年連続で1位、小型トラックも6年連続で1位である。
2007年（平成19年）に海外向け販売台数が国内向けを上回り、現在は総販売台数の7割以上を海外向けが占めている。世界93カ国で販売しており、台湾、タイ、インドネシア、マレーシア、パキスタン、ペルーなどではシェアが首位である。2013年（平成25年）に世界で初めてハイブリッドトラック・バスのグローバルでの累計販売台数が1万台を超えた。全世界の大型トラック製造メーカーの中でも毎年生産台数トップ10にランクしている。
1966年（昭和41年）にトヨタ自動車の傘下に入り、2001年（平成13年）にトヨタが株式の過半数を取得して子会社化した。合理化のためにバス部門はいすゞ自動車と経営統合して2004年（平成16年）10月に日野自動車・いすゞ自動車共同出資の新会社（ジェイ・バス）に移行し、日野は観光バス、いすゞは路線バスを開発して相互供給する形となり、いすゞと共通の車両がジェイ・バスから日野へ供給されている。
いすゞは2006年（平成18年）から2018年（平成30年）までトヨタ自動車との資本提携関係にあったため、日野との関係も深い。ジェイ・バスの立ち上げに伴い、西日本車体工業（西工）へのシャシ供給を取りやめている。2006年（平成18年）から一部の路線車に限り、西工へのシャシ供給が再開したが、それも2010年（平成22年）の西工の解散と共に終了した。また、2018年（平成30年）4月にはバス・トラック分野でドイツのフォルクスワーゲンと包括提携することが発表されている。
2022年（令和4年）3月に発覚した日本国内向けエンジン不正問題により、同年3月期は約847億円の赤字となった他、同年3月以降、日本国内向けの製品は出荷停止となった製品が相次いでおり、2024年（令和6年）1月現在で日本国内で発売されている車種は3車種のみとなっている（後述）。
東京都八王子市の日野自動車21世紀センター内にトラック主体の企業博物館である日野オートプラザが設けられている。

## 沿革
東京瓦斯電気工業株式会社（瓦斯電:がすでん）が今日の日野自動車の母体とされている。

東京瓦斯電気工業はその名の通り、明治時代末期から大正時代にかけて、普及期にあったガス・電気器具を生産した。第一次世界大戦時には海外から薬莢の大量受注などにより業績を伸ばし、航空機用国産エンジン「神風」なども生産している。「TGE」（Tokyo Gas Electric Engineering Co. の頭字語）のブランドで、日本でも初期の自動車量産に取り組んだ。

昭和前期になると大型車両生産を強化する国策により、東京瓦斯電気工業株式会社の自動車部と自動車工業株式会社・協同国産自動車株式会社とが合併し、 1937年に東京自動車工業株式会社を設立した。後に同社はヂーゼル自動車工業に改称した。戦時体制下の国策により、ヂーゼル自動車工業から特殊車両製造部門の日野製造所が分離独立されて、日野自動車の元となる日野重工業が設立され、九七式中戦車などの軍需車両を製造した。
一方、ヂーゼル自動車工業は後にいすゞ自動車株式会社と改称し、こちらも商用車の生産を手掛けている。
上記の経緯により、日野自動車はいすゞ自動車と同門企業であるとも言えるが、日野製造所には星子勇ら瓦斯電出身の技術者が多く所属していたことから、日野自動車では自社のルーツを瓦斯電に求めている。また、瓦斯電を母体とした会社には他にトキコ、小松ゼノアなどがある。
終戦後の1946年（昭和21年）には民需転換により日野産業に改称。ディーゼルエンジン技術を生かして当時としては異例の超大型トレーラートラック・バスを開発、次いで1950年（昭和25年）以降は通常シャシ（単車）の大型ディーゼルトラック・バスの生産も開始して、母体企業のいすゞと競合する大型車両業界の有力メーカーとなった。
1953年（昭和28年）には、フランスのルノーの技術供与を受け、小型乗用車ルノー・4CVのノックダウン生産を行い、後に完全国産化を果たした。その後自社開発のリアエンジン（RR駆動）小型乗用車「コンテッサ」、ピックアップトラック「ブリスカ」、前輪駆動で4輪独立懸架のワンボックスカー「コンマース」など、先進的な自動車を開発・生産していたが、1966年（昭和41年）のトヨタ自動車との提携以後は、再びトラック・バスの開発・生産に特化して現在に至る。

### 年表

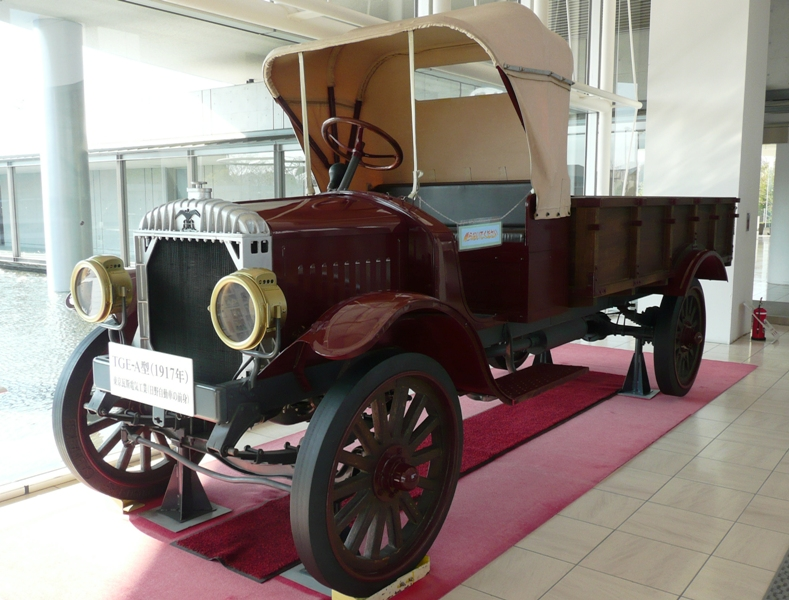
TGE-A

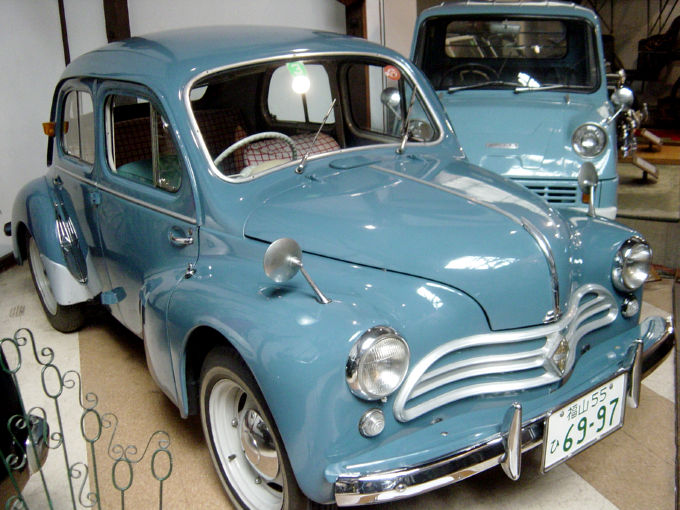
日野ルノー4CV

- 1910年（明治43年） - 東京瓦斯工業創立。
- 1913年（大正2年） - 東京瓦斯電気工業（瓦斯電）と改称。
- 1917年（大正6年） - 大阪砲兵工廠から陸軍制式四屯自動貨車5台の試作勧奨を受ける。並行してTGE-A型トラックの自主開発を開始[8][注釈 2]。
- 1918年（大正7年） - TGE-A型の製造を開始、「軍用自動車補助法」に定める軍用保護自動車の認可第1号となる[8]。
- 1937年（昭和12年） - 石川島自動車製作所（現・IHI）・ダット自動車製造と三社合併、東京自動車工業創立。
- 1941年（昭和16年） - ディーゼル自動車専用許可会社に指定、ヂーゼル自動車工業と改称。
- 1942年（昭和17年） - 瓦斯電系の日野製造所が分離独立。日野重工業発足。
- 1946年（昭和21年） - 日野産業に改称。セミトレーラートラック「T10B + T20型」発売。
- 1947年（昭和22年） - 96人乗セミトレーラーバス「T11B + T25型」発売。
- 1948年（昭和23年） - 商号を日野ヂーゼル工業株式会社に変更。
- 1953年（昭和28年） - 仏・ルノーと技術提携、ルノーPA型・4CVのノックダウン生産を開始。
- 1959年（昭和34年） - 商号を日野自動車工業株式会社に変更。
- 1960年（昭和35年）8月 - コンマースミニバス、ライトバン発売。
- 1961年（昭和36年）4月 - コンテッサ900（PC10型）、小型トラックブリスカ900発売。
- 1962年（昭和37年） - コンテッサ900が、700 cc - 1000 ccクラスの国内ツーリングカーレースで優勝。
  - 5月 - 日本の商用車メーカーとしては初めての海外販売会社をタイ王国に設立。
- 1963年（昭和38年） - コンテッサ900が、第1回日本グランプリ1300 cc以下国内スポーツカーレースで欧州車を抑え、2位。
- 1964年（昭和39年）2月 - コンテッサ1300セダン発売。
- 1965年（昭和40年）4月 - コンテッサ1300クーペ発売。9月「ブリスカ1300」発売。
- 1966年（昭和41年） - 小型バス「レインボー」発売。トヨタ自動車と業務提携[5]。
- 1967年（昭和42年） - コンテッサ生産終了、乗用車販売から撤退。
  - 同年12月 - トヨタ車専用の羽村第二工場完成[5]。
- 1968年（昭和43年） - 羽村工場に小型車専門ライン完成。トヨタ・パブリカ、トヨタ・ハイラックスの生産を開始。
- 1970年（昭和45年）12月 - トヨタ・カリーナの生産を開始。
- 1971年（昭和46年） - デミング賞実施賞を受賞。
- 1972年（昭和47年） - 大型直噴エンジンシリーズ“赤いエンジン”の生産開始。それまで大型4社でシェア4位だったが、このシリーズの成功を契機に、以後、排出ガス不正問題での出荷停止まで、連続シェア1位を継続している。
- 1991年（平成3年） - 日本初の量産ハイブリッド自動車、ブルーリボンHIMR U-HT2MLA改を発売。
- 1994年（平成6年） - CI変更。それまでの「翼マーク」に変わり、トヨタグループに共通する楕円形とした｢Hマーク｣が登場。
- 1997年（平成9年） - 富士重工業へのバスシャシ供給を取りやめる（ブルーリボン、セレガ）。
- 1999年（平成11年） - 工販合併により商号を日野自動車に変更。小型・普通トラックのダイナ/トヨエース（トヨタブランド）、デュトロ（日野ブランド）、デルタトラック（ダイハツブランド）の生産を開始。
- 2001年（平成13年） - 第三者割当増資により、「トヨタ自動車株式会社」の子会社になる。
  - 中型クラスエンジンを日産ディーゼル工業 (現UDトラックス)に2004年（平成16年）からOEM供給することを発表。引き換えに日産ディーゼル製CNGシステムの供給とキャパシタハイブリットに掛かるすべての技術供与に合意。
- 2002年（平成14年） - スウェーデン・スカニアと協業提携。スカニアのセミ・トレーラー用トラクターを日野ブランドで販売開始。
- 2003年（平成15年） - 合理化のため、いすゞ自動車とバス部門を経営統合し、ジェイ・バスを設立。
  - 8月28日 - 燃料電池搭載のバスが東京都交通局で試験走行[9]。
- 2004年（平成16年） - ジェイ・バスが日野車体工業・いすゞバス製造の2社を合併。
  - この頃から、西日本車体工業へのシャシ供給を一旦中止（中型エンジンの日産ディーゼルへのOEM供給を除く）するも、2006年（平成18年）より路線系のみ再開。中型バスへのエンジン供給は2007年（平成19年）に日産ディーゼル側の生産体制変更により中止（三菱ふそうトラック・バス製に切り替え）。
- 2011年（平成23年） - スカニアとの協業提携を解消。日野工場を移転して将来的に閉鎖する方針を発表[10]。
- 2012年（平成24年） - 古河市の古河工場にてノックダウン生産開始[11]。
- 2018年（平成30年）9月18日 フォルクスワーゲントラック・バス部門のトレイトンと電動トラックで提携すると発表[12]。
- 2019年（平成31年）3月28日 - ソフトバンクとトヨタ自動車の共同出資会社であるMONET Technologiesへ本田技研工業と共にMaaS事業の価値向上とモビリティサービスユーザーへのサービス向上などを目的とする資本・業務提携に関する契約を締結[13]。
- 2019年（令和元年）6月 - AIを活用した世界初のハイブリッドシステムを搭載した大型トラック、プロフィア ハイブリッド発売。
- 2020年（令和2年）4月23日 - 中国のバッテリー・EVメーカーである比亜迪（BYD）と商用EV開発における協業を中心とする戦略的パートナーシップ契約を締結[14]。
- 2022年（令和4年）
  - 3月4日 - 国内工場で製造する中大型のトラック・バスについて、ディーゼルエンジンの排出ガスデータを改竄し、国土交通省に提出していたと発表し、一部の車種の出荷停止を決めた[15]。
  - 3月25日 - 国土交通省において、ディーゼルエンジンの排出ガスのデータ不正問題に関する聴聞が行われ、小型バスのディーゼルエンジンの排出ガスのデータを改竄していた事も認めた[16]。
  - 3月29日 - 国土交通省が、道路運送車両法第75条に基づき、プロフィア・レンジャー・セレガ・リエッセII並びに4車種に搭載しているエンジンの型式指定を取り消すことを発表。道路運送車両法による型式指定の取り消しは初[17][18]。
  - 8月2日 - エンジン不正問題に関する特別調査委員会において、2003年以前からエンジン不正が行われていた事が明らかとなった他、現行エンジン14機種中12機種において排ガス不正が行われていた事が明らかとなった[19]。
  - 8月22日 - 小型トラックでも不正が見つかり[20]、国内で販売出来る車両がほぼなくなる。
  - 8月24日 - CJPT（Commercial Japan Partnership Technologies）から除名処分を受ける[21]。
  - 12月26日 - 取締役会で、段階的に古河への移転を進めている日野工場の敷地から約1/3を2023年3月を目処に売却すると決定[22]。
- 2023年（令和5年）5月30日 - 三菱ふそうトラック・バスとの統合に関する基本合意書を、両社それぞれの親会社であるトヨタ自動車・ダイムラー・トラックも交えた4社で締結[23]。
- 2025年（令和7年）- 日野工場の古河市への移転を完了予定[22]。なお、移転を発表した2011年（平成23年）当時は「2020年に日野工場を閉鎖」としていた[10]。

## 歴代社長
| 代               | 氏名       | 就任日        | 退任日     | 備考                                     |
| 日野重工業       | 日野重工業 | 日野重工業    | 日野重工業 | 日野重工業                               |
| ---------------- | ---------- | ------------- | ---------- | ---------------------------------------- |
| 1                | 松井命     | 1942年5月1日  | 1945年11月 |                                          |
| 日野産業         |            |               |            |                                          |
| 2                | 大久保正二 | 1946年        | 1948年     |                                          |
| 日野ヂーゼル工業 |            |               |            |                                          |
| 3                | 大久保正二 | 1948年        | 1959年     |                                          |
| 日野自動車工業   |            |               |            |                                          |
| 4                | 大久保正二 | 1959年        | 1961年     |                                          |
| 5                | 松方正信   | 1961年5月4日  |            |                                          |
| 6                | 荒川政司   | 1974年5月30日 |            |                                          |
| 7                | 深澤俊勇   | 1983年6月     |            |                                          |
| 8                | 二見富雄   | 1987年6月     | 1997年     |                                          |
| 9                | 湯浅浩     | 1997年6月     | 1999年     | 社名改称                                 |
| 日野自動車       |            |               |            |                                          |
| 9                | 湯浅浩     | 1999年        | 2001年     | トヨタの子会社化に伴い退任               |
| 10               | 蛇川忠暉   | 2001年        | 2004年     | トヨタ出身                               |
| 11               | 近藤詔治   | 2004年6月     | 2008年6月  | トヨタ出身                               |
| 12               | 白井芳夫   | 2008年6月     | 2013年6月  | トヨタ出身                               |
| 13               | 市橋保彦   | 2013年6月     | 2017年     | トヨタ出身                               |
| 14               | 下義生     | 2017年        | 2021年6月  | プロパーだが、2016年度にトヨタで常務役員 |
| 15               | 小木曽聡   | 2021年6月     | 現職       | トヨタ出身                               |

## 生産拠点
- 本社・日野工場（東京都日野市）
- 新宿オフィス（東京都新宿区新宿野村ビルディング34F）
- 古河工場（茨城県古河市・名崎工業団地）
  - 大型・中型トラック（プロフィア／レンジャー）
- 羽村工場（東京都羽村市）
  - 小型トラック・SUV（デュトロ／トヨタ・ダイナ／73式中型トラック／高機動車／トヨタ・ランドクルーザー250）
- 新田工場（群馬県太田市）
  - 鋳物、エンジン部品等
- トランテックス金沢工場・旧日野車体工業（石川県白山市）
  - トラック（アルミバン）／競走馬専用運搬車（セレガRボディ）
- ジェイ・バス小松事業所・旧日野車体工業（石川県小松市）
  - バス（セレガ／メルファ／ポンチョ）
- ジェイ・バス宇都宮事業所・旧いすゞバス製造（栃木県宇都宮市）
  - バス （ブルーリボン／レインボー）
- 岐阜車体工業本社工場（岐阜県各務原市）- トヨタ車体吉原工場から移管。
  - バス（リエッセII）
- トヨタ自動車TABC社（アメリカ合衆国カリフォルニア州）
  - 中型トラック
- ウェストバージニア工場（アメリカ合衆国ウェストバージニア州）
  - 中型トラック
- ウッドストック工場（カナダオンタリオ州）
  - 中型トラック
- コロンビア工場（コロンビア・クンディナマルカ州）
  - 中型トラック・小型トラック
- メキシコ工場（メキシコ・グアナファト州）
  - 中型トラック
- タイ日野製造（Hino Motors Manufacturing Thailand）（タイ・チョンブリ県）
  - 中型トラック・小型トラック
- インドネシア日野製造（Hino Motors Manufacturing Indonesia）（インドネシア・西ジャワ州）
  - 中型トラック・小型トラック
- 国瑞汽車股份有限公司観音工場（台湾・桃園市観音区）
  - 大型・中型・小型トラック（プロフィア／レンジャー／デュトロ）・大型バスシャーシ
- 広汽日野自動車有限公司（中国・広州市）
  - 大型トラック・小型トラック
- 上海日野発動機有限公司（中国・上海市）
  - 大型エンジン・中型エンジン・小型エンジン

### 海外拠点
- 海外拠点26カ所（北米3、中南米6、ヨーロッパ2、中東2、オセアニア1、アジア12）

### 古河工場

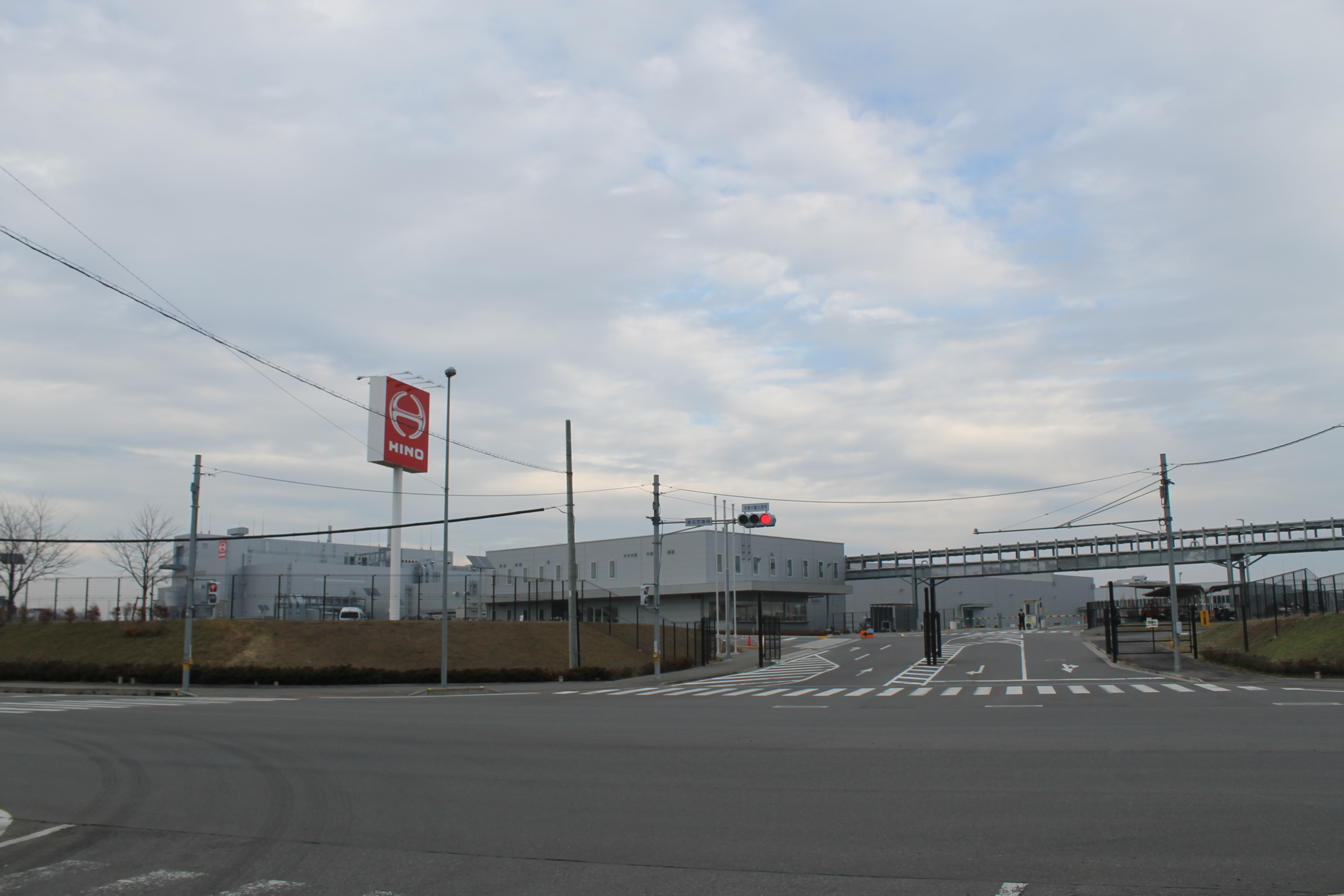
古河工場（2018年12月撮影）

2010年12月22日、茨城県開発公社より茨城県古河市名崎4112番1外の古河名崎工業団地（旧NTT名崎無線送信所跡地、古河市立名崎小学校南側）を約59億円で取得した（2009年1月に予約していた）。2012年から新工場を建設している。2011年の移転発表当時には、海外輸出のKD工場を2012年まで移管するとした。最終的には2025年までに日野工場の全ての機能を古河新工場に移管する予定。

## 車種一覧

### 現行の車種・製品

#### トラック

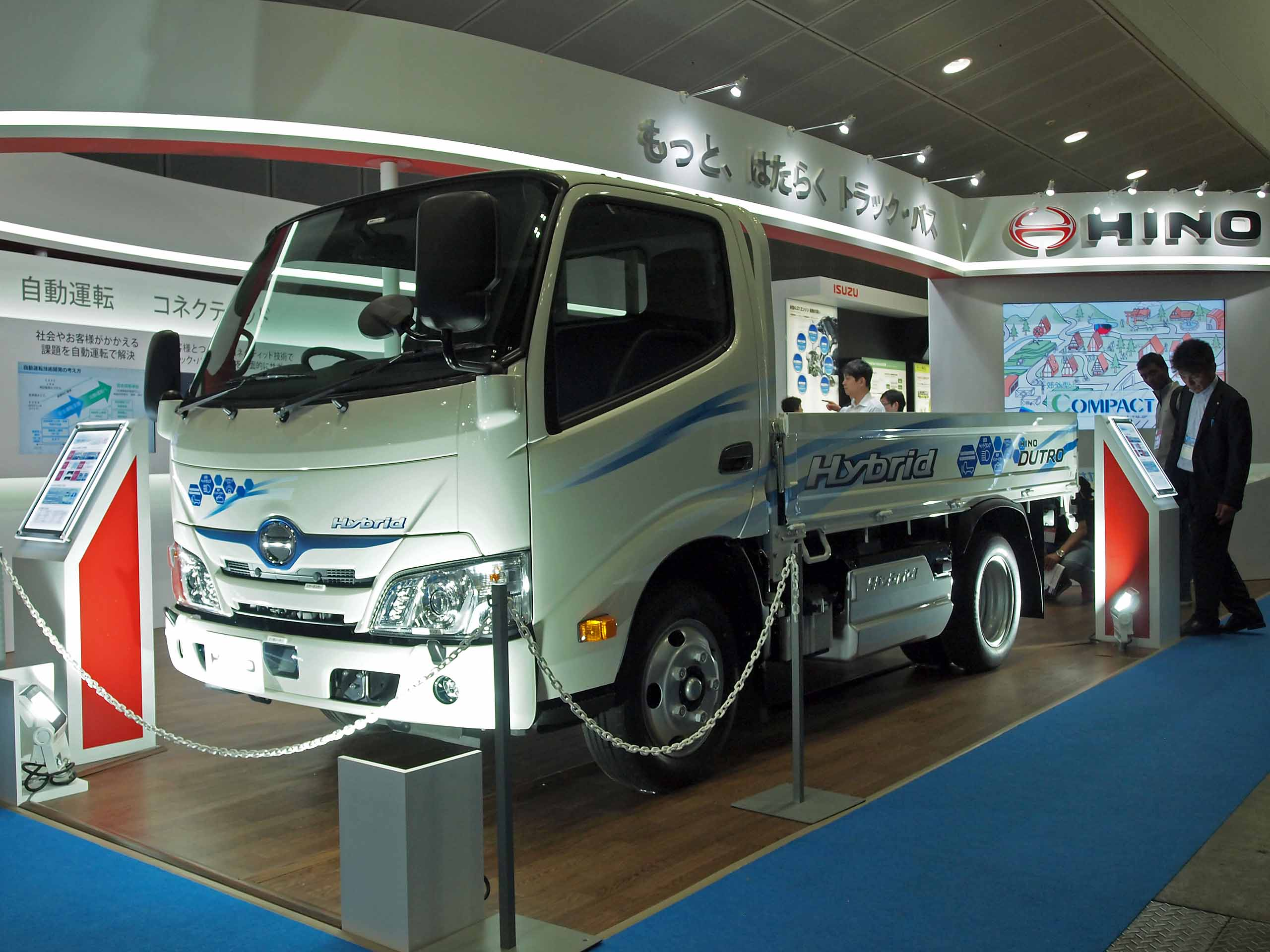
小型・デュトロ   （電気自動車版のデュトロZ EV含む。海外名：200, 300シリーズ）  - 日本仕様現行型デュトロハイブリッド
- 中型・日野・レンジャー（海外名：500シリーズ）
- 大型・日野・プロフィア（海外名：700シリーズ）（E13C搭載車は生産停止）

#### バス
バスについては、トヨタ自動車・いすゞ自動車からのOEM車種もあるが、ジェイ・バスから日野自動車・いすゞ自動車の両社に同一製品が供給される統合車種に移行が進んでいる。
日野自動車で開発
- セレガ（RU系、大型観光・高速）- 2代目はいすゞ・ガーラ（RU系）との統合車種。（E13Cエンジン搭載車は生産停止中）
- メルファ（RR系、中型観光・自家用）- 現行車種はいすゞ・ガーラミオ（RR系）との統合車種
- ポンチョ（2代目HX系、小型路線）

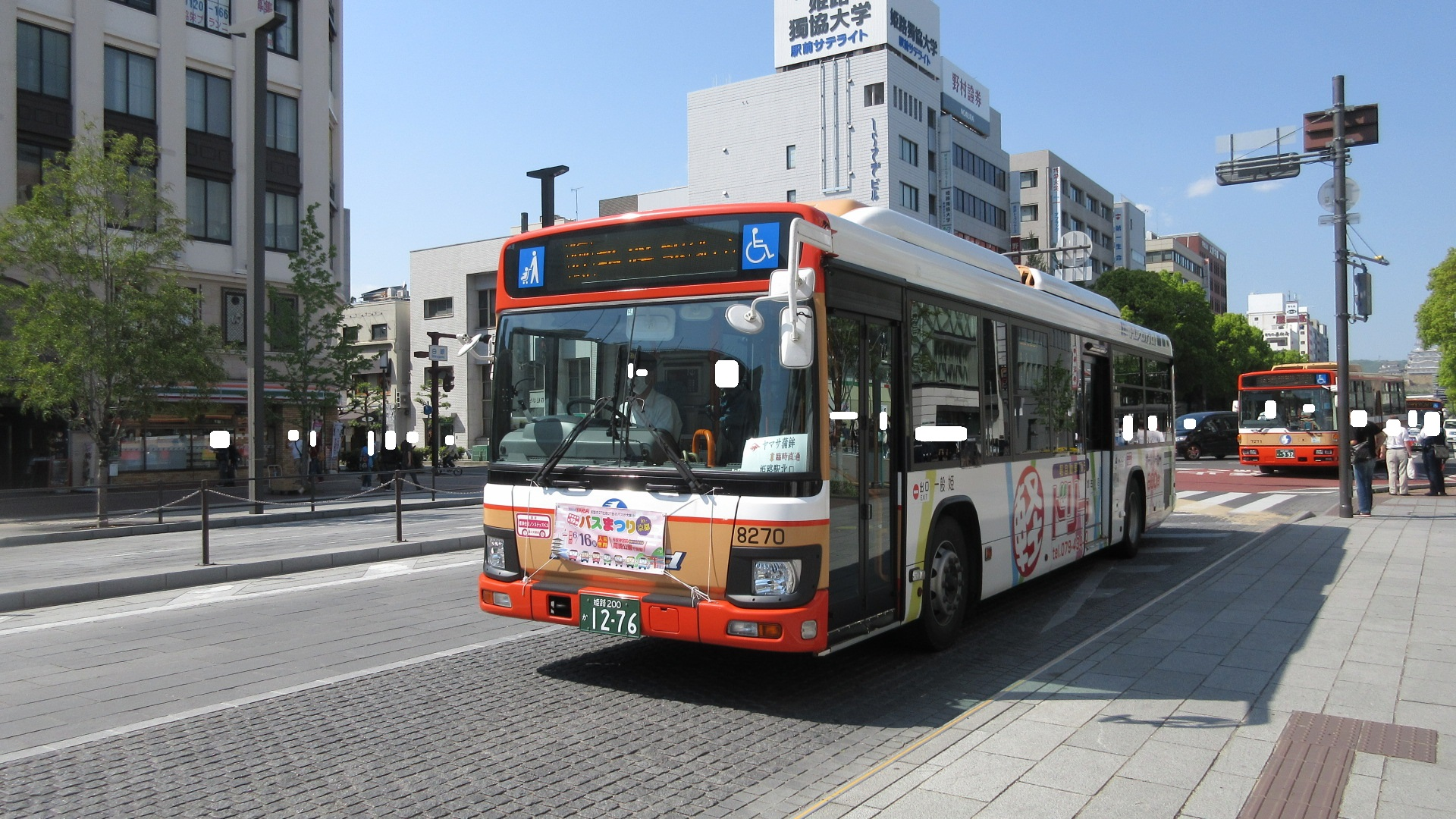
日本仕様現行型ブルーリボンハイブリッド
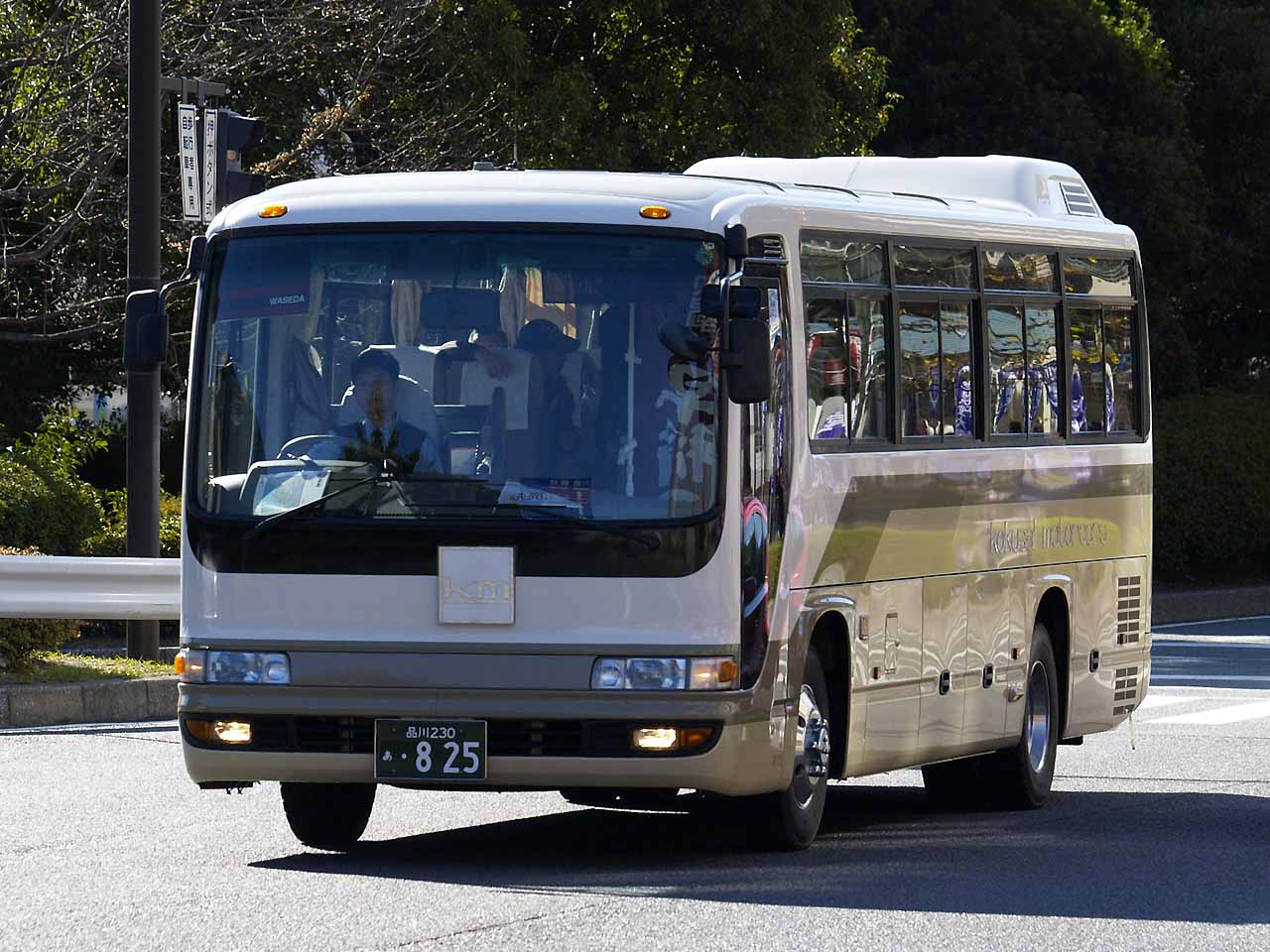
日本仕様現行型メルファ
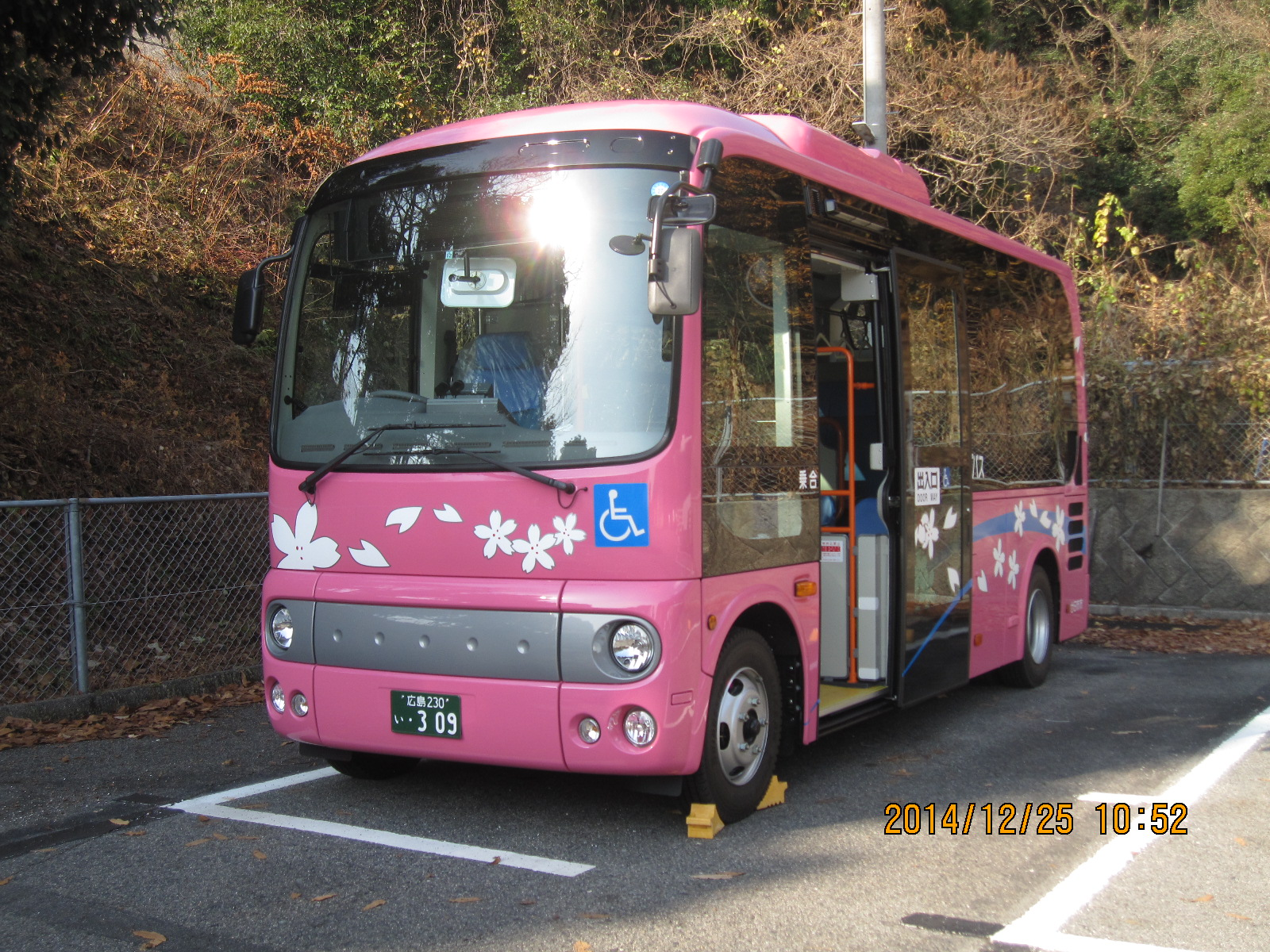
日本仕様現行型ポンチョ

トヨタ自動車から供給されている車種
- リエッセII（XZB系、マイクロバス）- トヨタ・コースターのOEM車種

いすゞ自動車から供給されている車種
- ブルーリボン（2代目KV系、大型路線）- 現行車種はいすゞ・エルガ（2代目LV系）との統合車種
- レインボー（2代目KR系、中型路線）- 現行車種はいすゞ・エルガミオ（2代目LR系）との統合車種

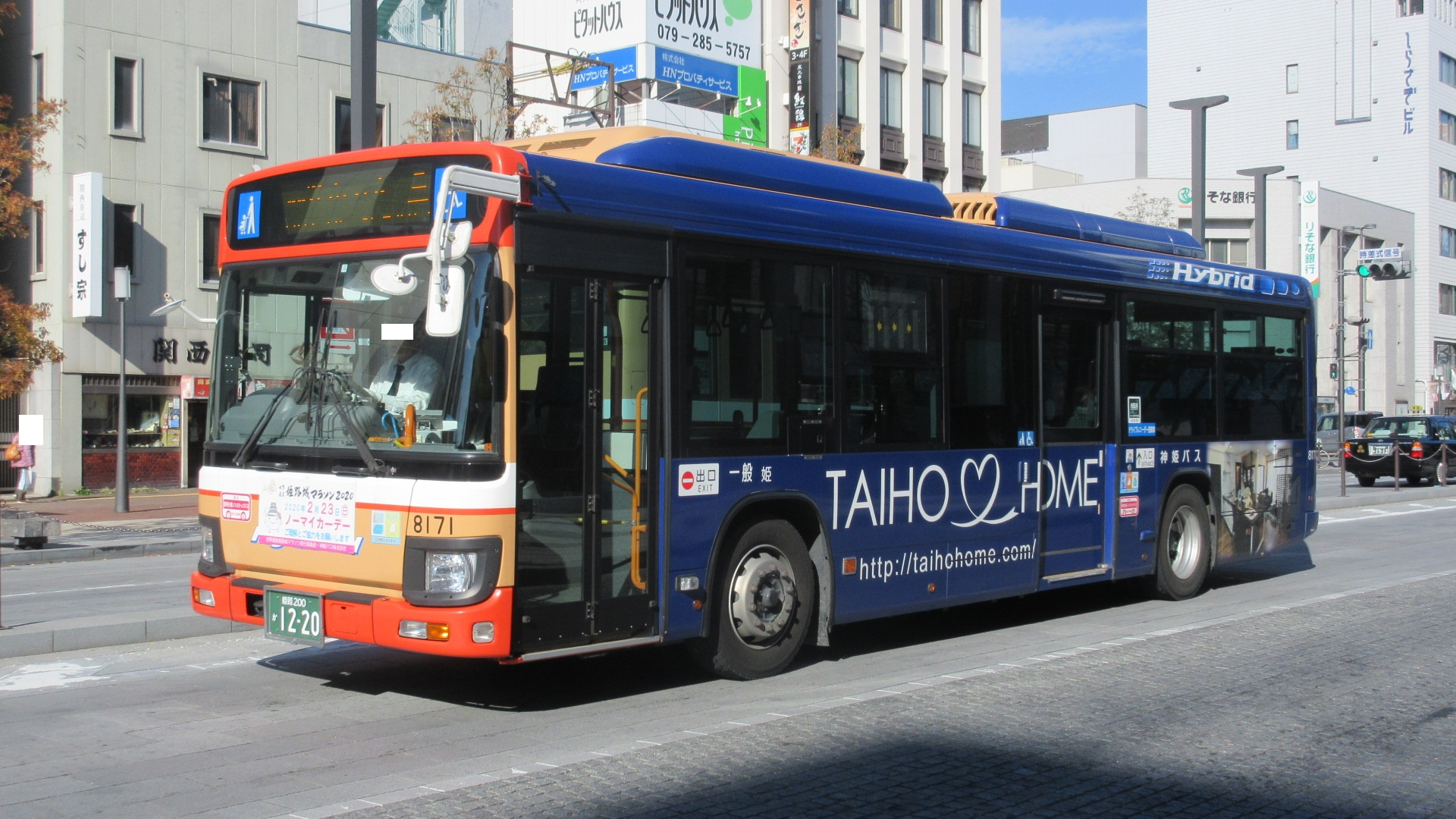
日本仕様現行型ブルーリボン
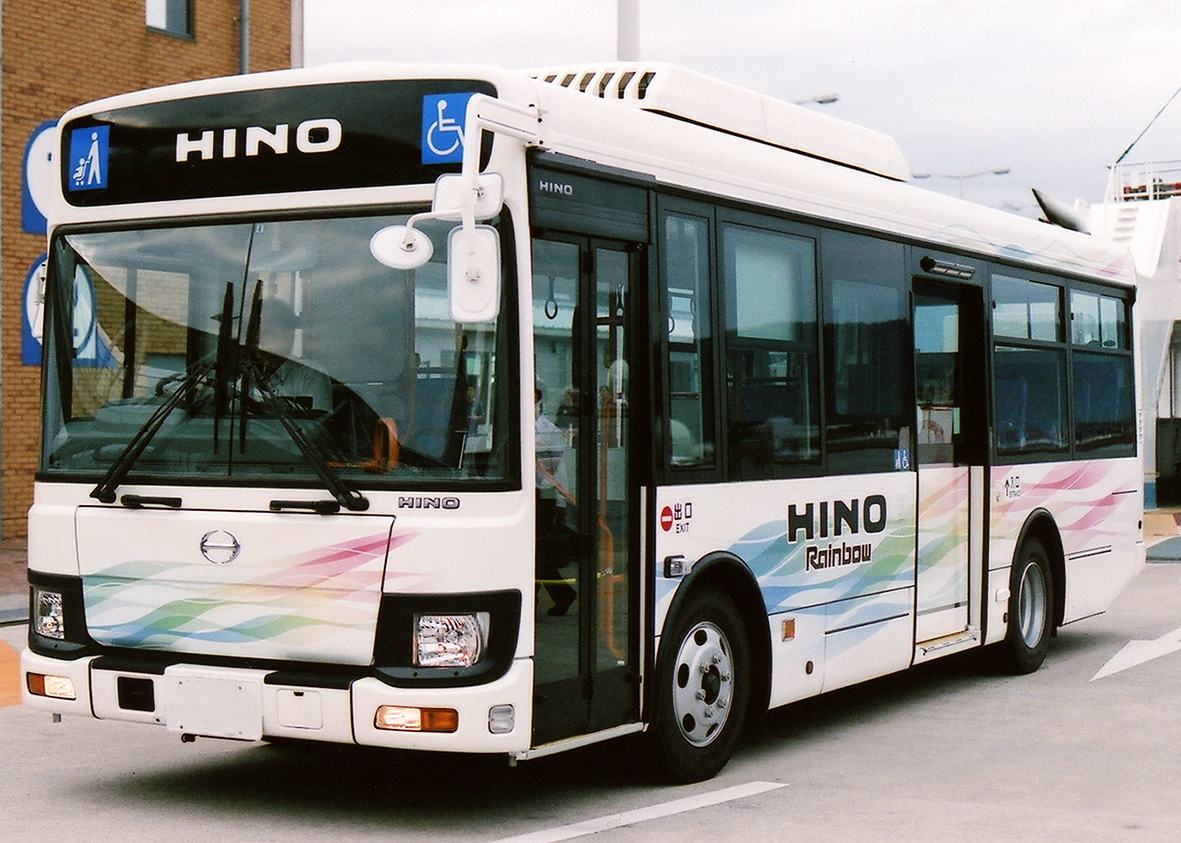
日本仕様現行型レインボー

#### その他
- 73式中型トラック（陸上自衛隊向けの輸送車両）
- 高機動車（陸上自衛隊向けの輸送車両）
- MH-II（モリタとの共同開発による消防車専用シャーシ。日野グループのソーシンが委託生産をしており、そのほとんどは梯子車として架装されている）
- MAF-125A（モリタとの共同開発による空港用超大型化学消防車。コマツ製のディーゼルエンジンを搭載する。）
- 日野・スカニアトラクター（スカニア社製のトレーラーヘッド（SHD、リア1軸のみ）のバッジエンジニアリング。2002年から2011年まで販売された。）
- 大型除雪車（HF/HZ系、UD・クオンのOEM車種）

#### 産業用ディーゼルエンジン
クレーン、杭打ち機、フォークリフト、ロードローラー、プレジャーボート用小型船舶エンジン、コンプレッサー、発電機用として国内外各社にエンジンを供給している。
- W系 - 直列4気筒エンジン（トヨタ・W型エンジンも参照。）

| 型式    | 内径×行程（mm） | 排気量 | 出力（PS） |
| ------- | --------------- | ------ | ---------- |
| W04C-T  | 104×113         | 3,839  | 50 - 81    |
| W04D    | 104×118         | 4,009  | 35 - 63    |
| W04D-T  | 104×118         | 4,009  | 50 - 85    |
| W04D-TI | 104×118         | 4,009  | 69 - 118   |

- J系 - 直列6気筒エンジン

| 型式    | 内径×行程（mm） | 排気量 | 出力（PS） |
| ------- | --------------- | ------ | ---------- |
| J08C    | 114×118         | 7,961  | 74 - 129   |
| J08C-T  | 114×118         | 7,961  | 119 - 173  |
| J08C-TI | 114×118         | 7,961  | 118 - 177  |

- K系 - 直列6気筒エンジン

| 型式    | 内径×行程（mm） | 排気量 | 出力（PS） |
| ------- | --------------- | ------ | ---------- |
| K13C-T  | 135×150         | 12,882 | 189 - 239  |
| K13C-TI | 135×150         | 12,882 | 231 - 278  |
| K13D    | 137×150         | 13,267 | 127 - 177  |
| K13D-T  | 137×150         | 13,267 | 160 - 199  |

#### 世界各国向け製品
北米向けについては、北米工場におけるエンジン認証の遅れにより、2021年10月から600シリーズはカミンズ製エンジンを搭載して販売を再開する他、小型トラックに関してもいすゞ自動車からのOEM供給が決定している。
- 700シリーズ - 基本的にはプロフィアであるが、地域特性に合わせ、日本では見られないものもある。

- 600シリーズ - 北米に特化してアメリカで生産されているボンネットトラック。
- 500シリーズ - 基本的にはレンジャーであるが、地域特性に合わせ、日本では見られないものもある。

- 300シリーズ - デュトロ。

いすゞ自動車から供給されている車種
- Sシリーズ - いすゞ・Nシリーズ（エルフ）の北米向けOEM車種。

##### 海外バスシャーシ（台灣）
- RK8J（中国語: 日野RK8J）（バス）
- RM8J（大型観光バス）
- RM1A（大型観光バス）
- RN8J（大型観光バス）
- HS8J（中国語: 日野HS8J）（フルフラットバス）
- HS2A（中国語: HINO HS2ARXL-UTF）（フルフラットバス）

### 出荷停止中の車種・製品
2022年3月に発覚した日野自動車エンジン不正問題により一時、日野自動車開発の車両が全て生産停止になったが、2022年9月には日野セレガ・いすゞガーラを除き生産再開。（プロフィア・セレガ・ガーラもA09C搭載車のみ2023年7月に再開済み）

#### トラック
- 大型・プロフィア（海外名：700シリーズ) （E13Cエンジン搭載車のみ生産停止中）

#### バス
- セレガ（RU系、大型観光・高速）- 2代目はいすゞ・ガーラ（RU系）との統合車種。（E13Cエンジン搭載車のみ生産停止中）

### 豊田自動織機による認証不正問題
2024年1月29日、豊田自動織機のエンジンの排ガス認証試験の不正発覚により、デュトロ（HINO 200、HINO 300 Series、トヨタ・ダイナ）向けのエンジンである1GD型の出荷停止により、同羽村工場の稼働が停止した。また、これ以外にも「N04C/HC-SCR」を搭載する車両の製造も停止した。

### 過去の生産車種・製品

#### トラック
- トレーラートラックT10型・T20型
- 大型トラックTH型（4X2）
- 大型トラックTE型（4X2）
- 大型トラックWD型（前1軸・後1軸　4X4）
- 大型トラックZC型（前1軸・後2軸　6X6）
- 大型トラックTC型（前2軸・後1軸　6X2）
- 大型トラックZM型（前1軸・後2軸　6X4）
- 大型トラックKF型（前1軸・後2軸　6X2）
- 大型トラックKS型（前2軸・後2軸　8X4）
- 大型トラックKB型（4X2）
- 大型トラクタHE型（4X2）
- 大型トラクタHH型（前1軸・後2軸　6X4）
- 構内専用ダンプWP型（前1軸・後2軸　6X4）
- 重ダンプZG型（前1軸・後1軸　4X2）
- レンジャー2
- スーパードルフィン
- スーパードルフィン プロフィア
- 輸出仕様車では1995年まで「エコノディーゼル（ECONO DIESEL）」シリーズとして販売していた。

#### バス
廃止された型式および車名を示す。
- トレーラーバスT11B + T25
- ボンネットバス（BH・BAなど）
- トロリーバス
- センターアンダーフロアエンジンバス「ブルーリボン」（BD系・BT系など、大型一般）
- RB（大型一般）
- RM（中型）
- RA（大型高速、国鉄専用型式）
- BM（小型）
- RE/RC（大型一般）
- RV（大型観光）
- RS（大型観光）
- RL（中型）
- RD（大型9m）
- ブルーリボンRK/RT・RU9m路線（大型9m路線）
- グランビュー（RY、ダブルデッカー）
- ブルーリボンRT/RU・HT/HU（大型一般）- ディーゼル車、ハイブリッド（HIMR）、CNG車
- レインボーRB・AB（小型）
- レインボーAM・AC（小型）
- レインボー7M・7W→メルファ7（CH系・RH系、小型）
- リエッセ（RX系、小型）
- レインボーHR（中型幅ノンステップ路線）
- ブルーリボンシティ（大型路線）- ディーゼル車、ハイブリッド、CNG車
- レインボーII（KR系、中型路線）- いすゞ・エルガミオ（LR系）との統合車種
- ブルーリボンII（KV系、大型路線）- いすゞ・エルガ（LV系）との統合車種
- ブルーリボンハイブリッド（2代目HL系、大型路線ハイブリッド車）- 車体はいすゞ・エルガ（2代目LV系）がベース

#### 乗用車
- 4CV
- コンテッサ
- コンマースミニバス

#### 商用車
- コンマース
- ブリスカ

#### オート三輪
オート三輪は三井精機工業製で1960年代初頭まで日野で販売された。
- オリエント
- ハンビー
- ハスラー

#### 産業用ディーゼルエンジン
- P系 - P09-TD・P09C-TD
- EP系 - EP100-T

#### その他
- 九七式中戦車（大日本帝国陸軍・大日本帝国海軍陸戦隊）
- クレーンキャリア
- MH - モリタとの共同開発による消防車専用シャーシ。多くは梯子車に架装されているが、化学車や高所放水車も存在する。
- MAF-125 - モリタとの共同開発による空港用超大型化学消防車。
- 大型除雪車 - 日産ディーゼル・ビッグサムのOEM

## 販売会社
- 北海道日野自動車（札幌・札幌北・旭川・室蘭・苫小牧・千歳・空知・小樽・岩見沢）
- 函館日野自動車（函館）- 函館トヨペットグループ
- 東北海道日野自動車（釧路・帯広・北見・網走・中標津・紋別）
- 青森日野自動車（青森・八戸・弘前・十和田・むつ）
- 岩手日野自動車（盛岡・花北・水沢・一関・宮古・大船渡）
- 宮城日野自動車（仙台・石巻・古川・大河原）
- 西東北日野自動車（秋田・山形・庄内・横手・大館・能代・米沢・新庄）
- 福島日野自動車（福島・いわき・郡山・会津・相双・白河）
- 茨城日野自動車（土浦・つくば・茨城・ひたちなか・守谷・古河・岩瀬・鹿島）- 茨城トヨタグループ
- 栃木日野自動車（宇都宮・那須・足利・小山・真岡）
- 群馬日野自動車（前橋・高崎・太田・上武・吉岡）
- 南関東日野自動車（大宮・熊谷・川越・足立・八王子・江戸川・瑞穂・六郷・板橋・新狭山・朝霞・松伏・川口・千葉・習志野・成田・柏・市原・木更津・長沼・銚子・横浜・川崎・湘南・相模原・瀬谷・厚木・港北）
  - 傘下に観光バス専業の国際観光バスがあったが、2007年12月27日をもって国際興業の関連会社である国際興業観光バスに営業譲渡された。2021年7月1日、東京日野自動車、千葉日野自動車、横浜日野自動車を統合し、発足。
- 山梨日野自動車（甲府・田富・笛吹）
- 新潟日野自動車（新潟・新発田・長岡・上越・糸魚川・六日町）- 新潟トヨタグループ
- 富山日野自動車（富山・高岡・入善・砺波）
- 石川日野自動車（金沢・七尾・小松）
- 長野日野自動車（長野・松本・小諸・飯田）
- 福井日野自動車（福井・敦賀）
- 岐阜日野自動車（岐阜・各務原・本巣・大垣・多治見・美濃加茂・高山) - セイノーホールディングスグループで、以前は株式上場（名証二部）していた。
- 静岡日野自動車（静岡・沼津・富士・藤枝・袋井・浜松・清水・御殿場）
- 愛知日野自動車（名古屋・港・半田・豊橋・岡崎・豊田・小牧・一宮）
- 三重日野自動車（四日市・津・伊勢・上野・尾鷲・桑名）
- 滋賀日野自動車（栗東・彦根・長浜）- セイノーホールディングスグループ
- 京都日野自動車（京都・舞鶴）
- 大阪日野自動車（中央・北摂・東大阪・南大阪・住之江・臨海）
- 神戸日野自動車（神戸・姫路・尼崎・明石・小野・淡路・但馬）
- 奈良日野自動車（奈良）
- 和歌山日野自動車（和歌山・田辺・新宮）
- 島根日野自動車（松江・米子・鳥取・出雲・石見・益田）
  - （代理店）日ノ丸総本社（鳥取（東部のみ））
- 岡山日野自動車（岡山・岡山西・岡山東・倉敷・津山）
- 広島日野自動車（坂・西条・福山西・福山東・呉・三次・西風新都・廿日市・本郷）
- 山口日野自動車（山口・下関・岩国・宇部・周南・萩出）
- 徳島日野自動車（徳島）
- 香川日野自動車（高松・丸亀）
- 愛媛日野自動車（松山） - 伊予鉄グループ
- 高知日野自動車（高知・中村）
- 九州日野自動車（福岡・古賀・糸島・北九州・久留米・筑豊・佐賀・長崎・佐世保・大分・中津）
- 熊本日野自動車（熊本・大津・八代）
- 南九州日野自動車（宮崎・鹿児島・鹿児島南・川内・鹿屋・都城・日向）- 鹿児島トヨタグループ
- 沖縄日野自動車（豊見城・中部・北部）

## 子会社・関連会社

### 子会社
| - 日野エンジニアリングアネックス - 日野ロジスパック - 日野ヒューテック - 日野テクニカルサービス - 日野トレーディング - 日野リトラックス - 日野コンピューターシステム - 日野ハーモニー - 日野セールスサポート | - 福島製鋼 - 理研鍛造 - ソーシン - 武部鉄工所 - トランテックス - 明友機工 - 埼玉鋳造工業 - 吉沢鉄工所 - セリオ - 日車物流 |

### 関連会社
| - 工進精工所 - MOBILOTS - 山陽自動車運送株式会社（阪神電気鉄道の関連会社でもある） - ホリキリ - 埼玉機器 - 三共ラヂエーター - 澤藤電機 | - 岡本物流 - 千代田運輸 - ジェイ・バス（いすゞ自動車の子会社） - CUBE-LINX - 仁和会総合病院 |

## モータースポーツ

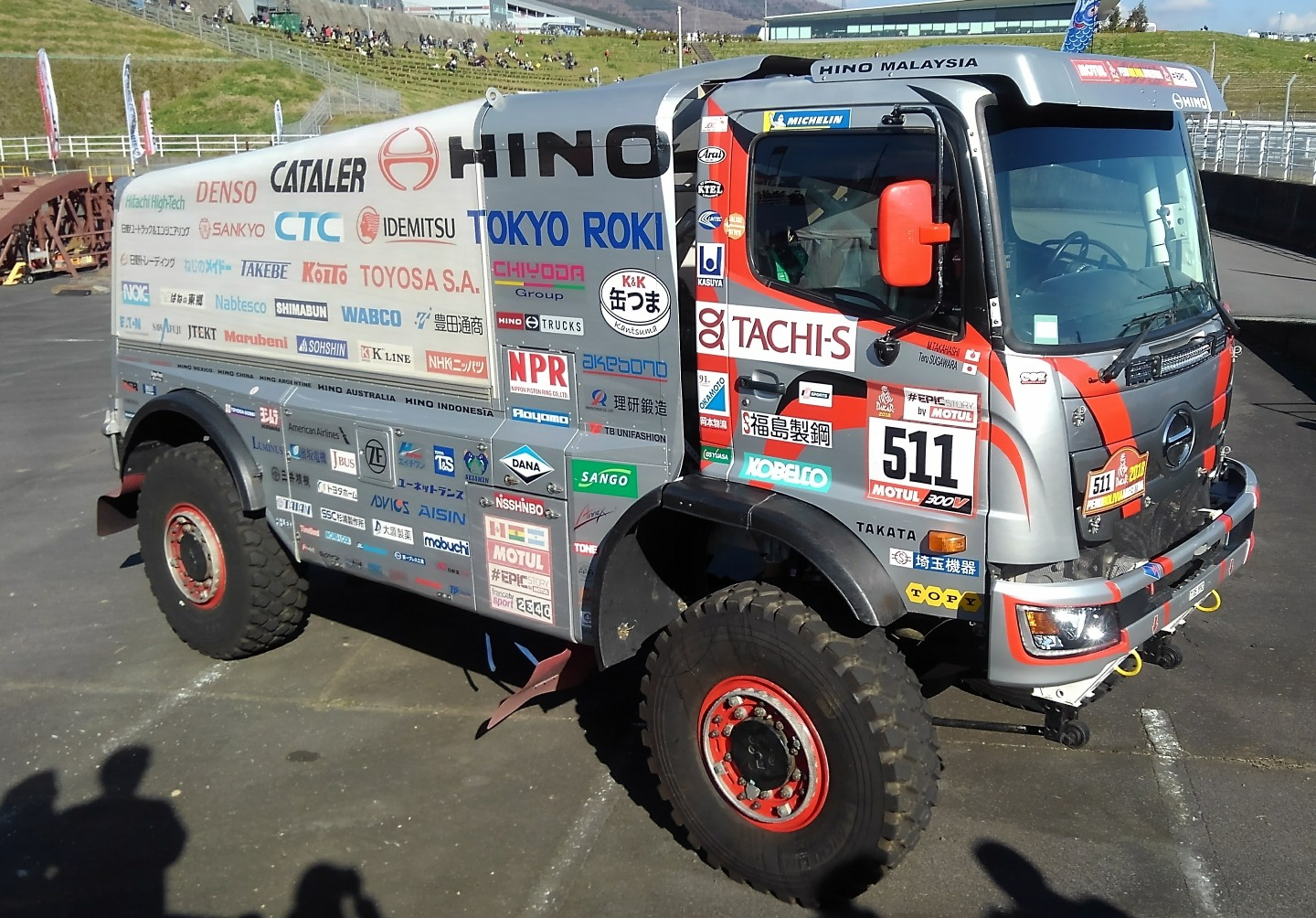
ダカール・ラリー用マシン（2018年）

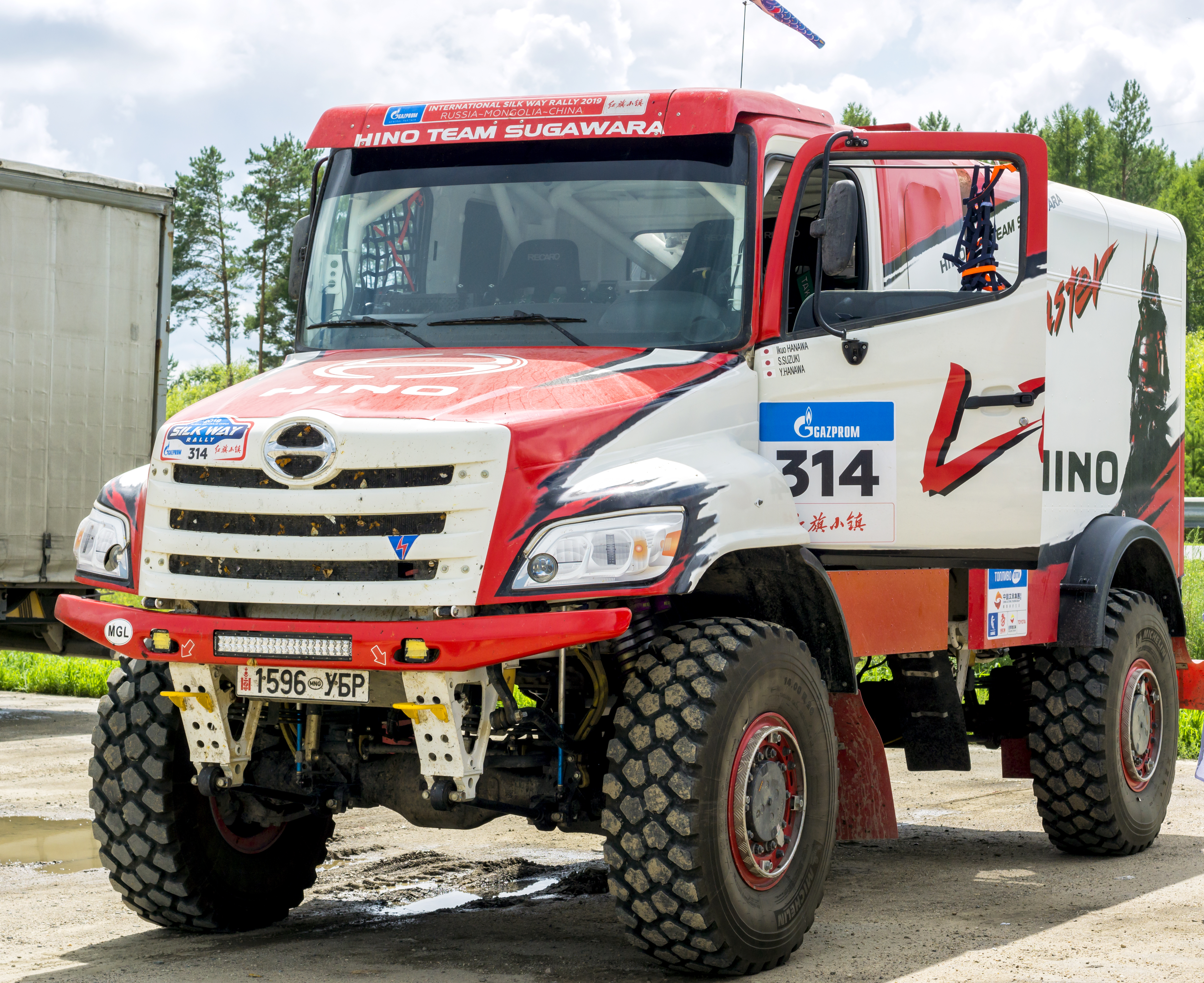
2019年から投入されているボンネット型

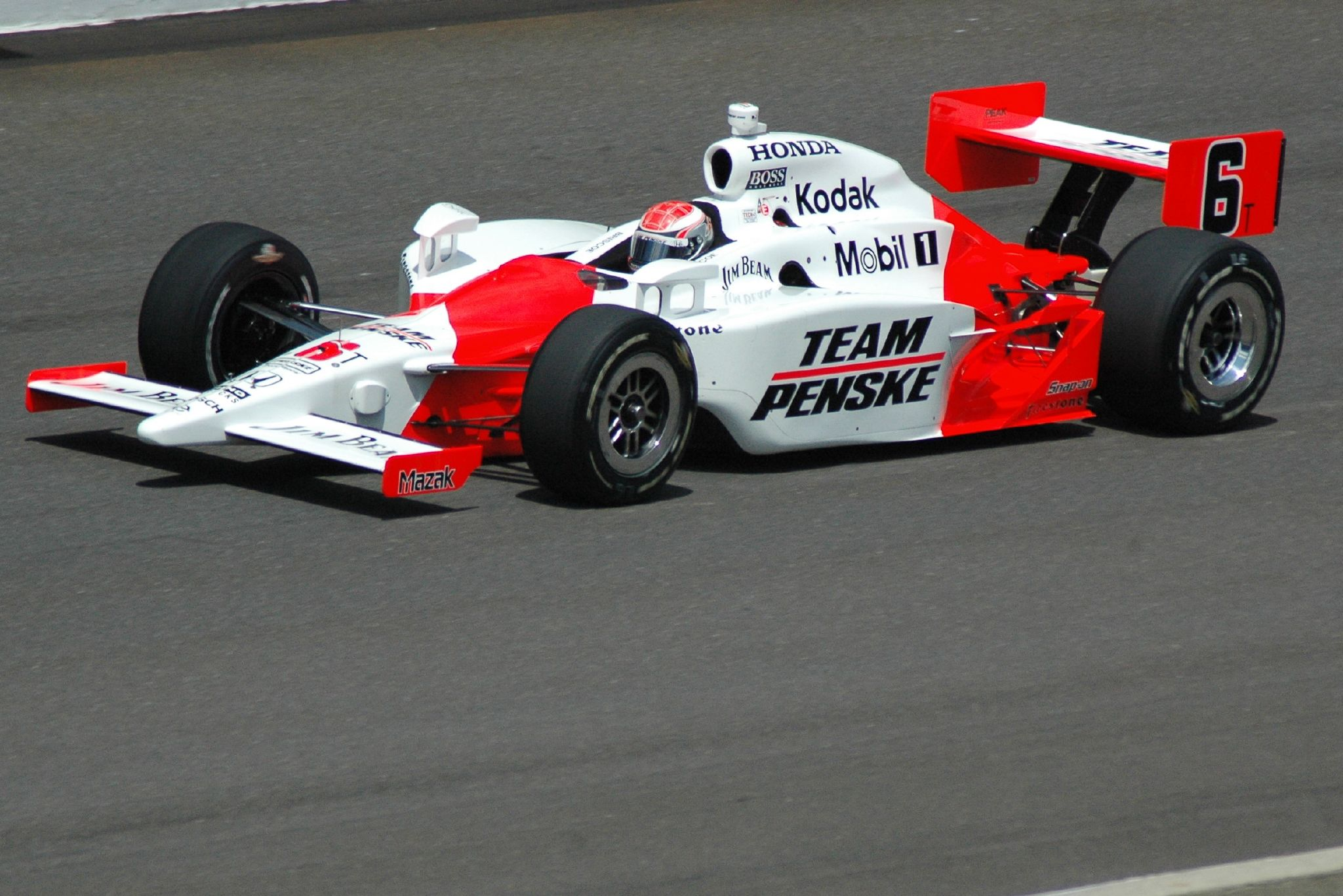
ノーズにHINOのロゴが入ったチーム・ペンスキーのマシン（2008年）

1960年代の乗用車を開発していた頃は、「日野プロト」「日野GTP」などと呼ばれるクローズドタイプのプロトタイプレーシングカーを開発して日本グランプリに参戦していた。1967年にはシェルビー・デイトナをデザインしたピート・ブロックが日野エンジンを用いたマシンで、「ヒノ・サムライ」というチーム名に加えて三船敏郎を監督に据えて話題となったが、車両規定違反により出走が認められなかった。
また併催のフォーミュラカーレースにも、日野のエンジンを用いるチームがいた。
1990年以降日本国内の大型車メーカーでは唯一、ダカール・ラリーに「日野・レンジャー」で参戦している。チームオペレーションはダカール出場のギネス記録を保持する菅原義正とその息子菅原照仁のチームである「チームスガワラ」で、彼らは日野のワークス支援のなかった1993～1995年、1998年～2005年、2023年〜もプライベーターとして日野のトラックで参戦し続けるほど関わりが深い。1997年のダカールではトラック部門総合では史上初となる1・2・3位独占、排気量10L未満トラックとして初優勝、国産トラックとしても初優勝という歴史的な記録ずくめの勝利を収め、「リトル・モンスター」の異名を取った。その後設定された排気量10リッター未満クラスにおいては、2022年大会までで12連覇・31回連続完走を達成している。2019年には、専任のチーフエンジニアや車両開発の最先端にいる技術者を結集させた「新生チームダカール」を社内にも発足させ、さらなる活動の強化が執られている。また、2020年にはAT（オートマチックトランスミッション）、2022年にはレーシングハイブリッドシステム（蓄電池はキャパシタ）を採用するなど、新技術の開発にも活かしている。
2023年は10L未満クラスが消滅し、日野のエンジン認証不正の煽りもあったものの、チームスガワラの単独活動として参戦が継続されている。
なお1999～2002年のダカールでは、ラリーの最後尾を走り選手の安全を確保するスイパートラックとしてプロフィアが採用されていた。
2000年代にインディカー・シリーズの強豪チームであったチーム・ペンスキーとスポンサーシップ契約を締結していたこともある。

## 宣伝・広告
1980年代前半の「風のレンジャー」と称されたレンジャーのCMに桂歌丸、佳那晃子、ジャンボ鶴田の3人を起用した。続く1986年発売のレンジャー+5 のCMには「日野」つながりで日野皓正の曲をBGMに使用した。1989年のレンジャーフルモデルチェンジの際には、トラックのイメージ一新を狙い、ダイアン・レインを起用した。また1990年代前半にはスーパードルフィンのCMにケニー・Gの曲にイルカのCGイラストが流れるもの、1992年のモデルチェンジ時には役所広司出演のCMも流れた。1990年代後半のデュトロ発売当時はともさかりえがCMに出演していた。2004年以降はポパイが同CMに起用されており、「日野ダイナミックスコープ→日野ミッドナイトグラフィティ 走れ!歌謡曲」の影響があってか文化放送で比較的多く（1日中）流れていた。近年はTBSラジオやニッポン放送でもCMを流す。かつて放送されていたABCラジオの近鉄バファローズアワーでは試合中継の際にスポンサーとなっていた。これは大阪近鉄バファローズの親会社であった近畿日本鉄道（近鉄バス）との関係が深いためである。
2010年代は「トントントントン日野の二トン」という軽快なキャッチフレーズと対照的な、堤真一とリリー・フランキーの繰り広げるシュールギャグのCMが人気を集めている。
トラックだけでなく、バスのCMも流す事もあった。モデルチェンジ時に制作され、セレガ（初代）のCMはバブル期の1990年ということもあり、大々的な宣伝活動を行っていた。
テレビCMは、フジテレビの「ご存知 女ねずみ小僧」・「新・座頭市」・「大空港」・「裸の街」・「欽ちゃんの9時テレビ」・「江戸の用心棒」・「超潜入!リアルスコープハイパー」・「ボクらの時代」・「おじゃマップ」・「VS嵐」・「フジテレビ水10ドラマ」・「FNSの日」、関西テレビの「にじいろジーン」、TBSの「ドラマチック22」・「ブロードキャスター」・「さんまのSUPERからくりTV」、日本テレビ火曜8時枠時代劇、24時間テレビ 「愛は地球を救う」のスポンサーも務めていたが、「踊る!さんま御殿!!」の番組途中で降板するも、2011年10月にテレビ東京系列の「乃木坂って、どこ?」（テレビ愛知制作）、ミニ番組「ひるパパ」で久々にテレビ番組のスポンサーになった（提供コメントでは「日野・デュトロ」と読み上げている。沖縄での日本テレビ火曜20時枠でのCMは沖縄テレビで放送された）。また、2013年4月にTBSの「水曜プレミアシネマ」に1992年以来のスポンサーとして提供するようになった。
JFN系列土曜もしくは日曜5:00 - 13:00の時報CMにも起用されている。
書籍・雑誌ではバスラマ・インターナショナルに書籍広告を出している。バブル期には漫画ゴラクに広告を出していた。
1995年1月17日の兵庫県南部地震（阪神・淡路大震災）発生時は近畿地方のテレビ・ラジオのCMを自粛する処理で対応し、それ以外のエリアでは通常通りCMを流していたが、2011年3月11日の東北地方太平洋沖地震（東日本大震災）では、未曾有の災害と東京電力・福島第一原子力発電所での事故などの被害を受けて3月15日 - 4月21日まで全てのラジオCMを自粛した。4月22日にラジオCMを再開するも当面は企業CMや緊急災害時のトラック運転に対する心構え、燃料の節約に関するお願いなど「日野自動車が今、何かできること」を宣伝していた。7月1日より主力トラックのデュトロの新CMを制作、放送すると同時にイメージタレントに佐々木蔵之介、柳沢慎吾、新山千春を起用したテレビCMスポットとラジオCMを流している。この3人には実家が自営業であるという共通点があり、特に佐々木の実家佐々木酒造は実際にデュトロハイブリッドのユーザーでもある。また、ブランドCMとして、ダカールラリーへの挑戦「明日を止めないために」を放送している。
2022年4月から4年間、羽村市動物公園 のネーミングライツを取得し、『ヒノトントンZOO』の名称で営業する。

## キャッチフレーズ
- ディーゼル車は日野（1970年代〜1980年代）
- 新しい時代はいつも日野から始まる（1980年〜1986年頃）
- 夢はいつでも地球サイズ（1990年代前半、CI採用前まで使用）
- 性能は、環境のために（1994年〜2006年頃）

## 日野工業高等学園
日野工業高等学園は、日野自動車株式会社が職業能力開発促進法に基づき運営する認定職業訓練による職業能力開発校で、東京都日野市にある。もとは1951年4月に、労働基準法に基づき、中学校卒業後入社した社員を対象とした3カ年教育の技能者養成所で、事業内職業訓練施設として認定される。これを1959年6月に「日野自動車工業高等学園」と改称。1962年11月から、学校教育法に基づき文部大臣の指定を受けて指定技能教育施設となり、東京都立八王子工業高等学校との連携を開始。1964年4月には、科学技術学園高等学校と連携を開始した。1970年代後半から1980年代にはしばらく休止していたが、1991年3月に「日野工業高等学園」として機械科と板金科の2科で再開、また、4月には専修コースを設置した。その後自動車整備科、電気制御回路組立科を追加した。2003年に専修コースの募集は休止したが、2022年現在は、機械加工科、塑性加工科、製造設備科、自動車製造科の4科で運営されている。